# Guillem Montoro
Guillem Montoro i López (Paiporta, 3 de março de 1995) é um político espanhol e ativista dos direitos LGBT. Foi vereador na Câmara Municipal de Paiporta por Compromís de 2018 a 2020, tornando-se o primeiro homem assumidamente trans na Espanha a ocupar este cargo.

## Biografia

### Vida pública
Em abril de 2018 publicou seu primeiro livro, ¿Y si fueras tú? (português: E se fosse você?), com a Vínculo Editorial, coautoria com Patricia Estellés, abordando o bullying escolar e como combatê-lo.
Em fevereiro de 2018, após quase três anos, ele conseguiu alterar legalmente seus documentos.
Em dezembro de 2020, fez parte do júri de curtas-metragens da 6ª edição da Mostra La Ploma - Festival de Cinema e Cultura para a Diversidade Sexual, de Género e Familiar, organizado por Col lectiu Lambda, e dirigido por Transversales dirigido por Jorge Garrido.

## Carreira política
Montoro iniciou sua trajetória política com Compromís nas eleições de 2014, aparecendo na lista do partido por Paiporta, encabeçada por Isabel Martín, que chegou a ser prefeita. Integrou a equipe governante como vereador de Transparência, Modernização e Participação Cidadã, assumindo posteriormente a Previdência Social e Igualdade de 2015 a 2019.
Em janeiro de 2018, ele se tornou o primeiro vereador transgênero da Comunidade Valenciana, e o primeiro vereador abertamente trans na Espanha. Aos 22 anos, ele também era o vereador mais jovem de Paiporta naquela época. Ele denunciou ataques online sobre sua identidade de gênero.
Ele correu no Compromís primárias para o Parlamento Valenciano no círculo eleitoral de Valência antes das eleições de 2019.
Nas eleições municipais de maio de 2019, foi reeleito vereador em Paiporta pelo Compromís, liderada novamente pela prefeita Isabel Martín. Sua lista foi a segunda mais votada.
Em 24 de setembro de 2020, ele renunciou ao cargo de vereador em Paiporta devido a circunstâncias profissionais. Ele permaneceu politicamente ativo, envolvido em uma disputa em fevereiro de 2022 entre Compromís e Daniela Requena, secretária LGTBI do PSOE - PSPV, sobre uma declaração.
Em dezembro de 2022, durante o debate sobre a Lei 4/2023 para a Igualdade Real e Efetiva das Pessoas Trans e Garantia dos Direitos LGTBI, Compromís, o deputado Joan Baldoví entregou seu tempo de discurso a Montoro,  que leu a sua declaração em plenário do Parlamento espanhol em apoio à lei, que foi aprovada em Fevereiro de 2023 com 191 votos a favor, 60 contra e 91 abstenções após mais de seis meses de debate.
Em maio de 2023, Montoro foi alvo de um ataque transfóbico do vereador do VOX, Daniel Furió, em Paiporta, que chamou a comunidade LGBT de "lixo imundo" e insultou Montoro diretamente em um vídeo nas redes sociais. O vídeo foi rapidamente condenado pelo Compromís Paiporta, que exigiu a sua remoção.

## Prêmios e indicações
A revista Shangay nomeou Montoro como um dos seis jovens ativistas LGBT mais relevantes de 2018, ao lado de figuras como diretores de La llamada, Javier Calvo e Javier Ambrossi, e a poetisa Elvira Sastre.
Nesse mesmo ano, foi porta-bandeira do Ano Temático sobre Realidades Trans da Federación Estatal de Lesbianas, Gays, Transexuales y Bisexuales ('Federação Nacional de Lésbicas, Gays, Trans e Bissexuais', FELGTB).
Em outubro de 2024, a FELGTB lhe concedeu o Prêmio Pluma 2024, juntamente com a jornalista Nerea Pérez de las Heras e a influenciadora Perra de Satán, "por seu ativismo e visibilidade LGBTQIA+, tornando-se uma referência para a juventude trans. Também por defender os direitos LGBTQIA+ por meio da política institucional, sendo o primeiro vereador abertamente trans da Espanha".